# Erich Müller-Kamp

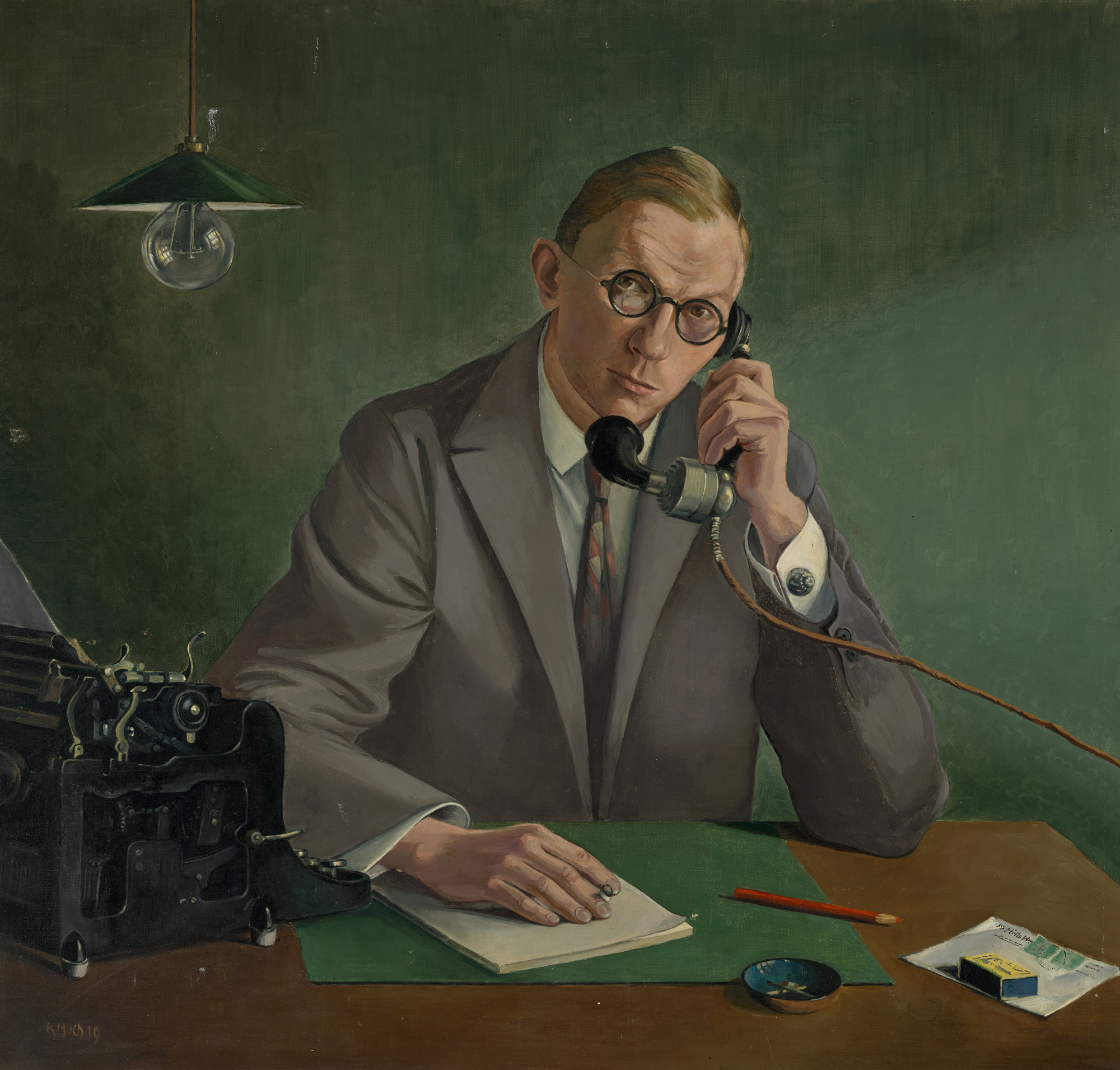
Käthe Hoch: Bildnis Dr. E. Müller-Kamp, 1929 (Lenbachhaus München)

Erich Müller-Kamp (eigentlich Erich Müller, Pseudonym Matthias Pförtner; * 27. November 1897 in Bad Liebenwerda; † 19. September 1980 in Bonn) war ein deutscher Schriftsteller, Übersetzer und Verlagslektor.

## Leben und Wirken
Erich Müller besuchte die Landesschule Pforta. Er nahm am Ersten Weltkrieg teil. Müller studierte Germanistik, Kunstgeschichte und Slawische Philologie. Er promovierte zum Dr. phil. Seit 1926 publizierte er über den russischen Kultur- und Erlebnisbereich. 1929 reiste Müller durch die Sowjetunion. Der promovierte Literaturwissenschaftler war 1930 bis 1935 Dozent für Deutsche Literaturgeschichte in Moskau. 1935 wurde er dort verhaftet und 1936 nach Deutschland ausgewiesen. Nach dem Zweiten Weltkrieg lebte Müller in Bonn. Müller war Dozent an der Deutschen Buchhändlerschule.
Sein Briefwechsel ist teilweise erhalten unter anderen mit Albert Bauer, Walter Bauer, Oskar Maria Graf, Paul Gurk, Kurt Kläber, Arthur Luther, Gerhart Pohl, Aleksis Rannit, Friedrich Reck-Malleczewen, Hans Werner Richter, Otto Rombach, Ernst Schnabel, Siegfried von Vegesack und Reinhold von Walter.

## Werke (Auswahl)
- Erich Müller: Peter der Große und sein Hof. Biographie, Anekdoten, Briefe, Dokumente. Eine Sittengeschichte des russischen und europäischen Barock. Drei Eulen, Haas & Co., München 1926.
- Deutsche Abenteurer. Seltsame Schicksale aus drei Jahrhunderten. Dargestellt von Erich Müller. Verlag Deutsche Rundschau, Berlin 1927.
- Erich Müller: Ewig in Aufruhr. 18 Porträts deutscher Rebellen. Universum-Bücherei für alle, Berlin 1928.
- Erich Müller-Kamp: Sittengeschichte Russlands. Entwicklung der sozialen Kultur Russlands im 20. Jahrhundert. uttmann, Stuttgart 1931.
- Matthias Pförtner: Die russische Wanderung. Erlebnisbericht. Rauch. Dessau 1942. Wehrmachtsausgabe 1944.

### Herausgeber
- So lacht das Krokodil – Satirisches Russland. Bassermann, München 1960.

### Übersetzungen aus dem Russischen
- Nikolai Leskow: Der Tolpatsch. Beobachtungen, Erfahrungen und Abenteuer des Onoprij Peregud aus Peregudy. Alber, München 1946.
- Erde und Ewigkeit. Russische Meister-Erzählungen. Alber, München 1948.
- Ich suche das Auge des Tieres. 15 Tiergeschichten. Alber, München 1949.
- Wladimir Solowjow: Drei Gespräche. Schroeder, 1954.
- Nikolai Leskow: Meistererzählungen. Manesse 1972 (Das Tier (1932), Die Teufelsaustreibung, Der Toupetkünstler, Der verzauberte Pilger, Die Lady Macbeth des Mzensker Landkreises).
- Iwan Gontscharow anno 1858: Die Fregatte Pallas. In: Briefe von einer Weltreise. Diogenes, Zürich.
- Iwan Gontscharow anno 1869: Die Schlucht. Manesse, Zürich 1992.
- Iwan Turgenew: Meistererzählungen. Manesse 1995.
- Die steinerne Blume. Märchen russischer Dichter und Erzähler. Manesse 1996.